# Pachypodium stenanthum
Pachypodium stenanthum es una especie de árbol o arbusto semisuculento perteneciente al género Pachypodium, dentro de la familia Apocynaceae. Es endémica de Madagascar.

## Descripción
Pachypodium stenanthum es un pequeño arbusto semisuculento caducifolio, que durante mucho tiempo se consideró una variedad o subespecie del Pachypodium rosulatum. Presenta un tallo corto, hinchado y casi sin espinas que se divide para formar ramas cilíndricas espinosas con pares de espinas cónicas dispuestas en filas verticales. Puede crecer hasta 2 m de altura, con el caudex alcanzando hasta 25 cm de altura y1 m de diámetro. Las espinas tienden a desaparecer, y el caudex se vuelve liso y verde grisáceo con la edad.
Las hojas son de color verde oscuro, ligeramente brillantes, de color verde pálido en el envés y se agrupan en las puntas de las ramas. Varían en forma de oblanceoladas a ovadas o elípticas, miden hasta 8 cm de largo y 3,5 cm de ancho, y están unidas a las ramas por un pecíolo corto que puede alcanzar hasta 1 cm de largo.
Las inflorescencias terminales con 4 a 10 flores de color amarillo azufre, de peciolo largo, sobre un tallo que puede alcanzar una altura de hasta 40 cm aparecen principalmente en invierno y primavera.

## Distribución y hábitat
El área de distribución nativa de esta especie es Madagascar y crece principalmente en el bioma tropical estacionalmente seco.

## Taxonomía
La primera descripción de esta especie fue como Pachypodium rosulatumf var. stenanthum, publicada en 1907 por los botánicos franceses Julien Noël Costantin y Désiré Georges Jean Marie Bois en la revista científica Annales des Sciences Naturelles; Botanique, série 9, 6: 321.
Más tarde, los botánicos Jean-Bernard Castillon, Jean-Philippe Castillon y Solo Hery J.V. Rapanarivo elevaron esta variedad al rango de especie, por lo que pasó a llamarse Pachypodium stenanthum. Rregistraron estos cambios en la revista científica Adansonia, série 3, 43: 253, publicada en 2021.

Etimología
- Pachypodium: nombre genérico que proviene de la combinación de dos términos del griego antiguo: pachys (que significa 'grueso') y podium (que significa 'pie' o 'base'), haciendo referencia a la característica morfología de muchas especies del género, que suelen tener troncos o tallos robustos y suculentos.
- stenanthum: epíteto específico que deriva de las palabras griegas stenos (στενός), que significa 'estrecho' o 'delgado', y anthos (ἄνθος), que significa 'flor', haciendo referencia a la flor estrecha de la especie.[6]

## Usos
Pachypodium stenanthum se cultiva principalmente como planta ornamental.